# The best of my life
The best of my life è un album della cantante Giovanna pubblicato dall'etichetta Kicco Music nel 2008.

## Tracce
1. Serenata (M. Pasquale Costa, S. Di Giacomo)
2. Chanson de l'adieu (Edmond Haraucourt, F. Paolo Tosti)
3. Ideale (Errico, Tosti)
4. 'A vucchella (F. Paolo Tosti, G. D'Annunzio)
5. Mal d'amore (Arturo Buzzi Peccia)
6. Avanti, Urania! (Giacomo Puccini)
7. Serenata (M. Pasquale Costa, S. Di Giacomo)
8. Siciliana (Pietro Mascagni) (dalla Cavalleria rusticana)
9. Mia malinconia (Amarcord) (Nino Rota, Lina Wertmüller)
10. Cabiria (N. Rota, L. Wertmuller)
11. Poeta (G. Nocetti)
12. Napule (E. Murolo, E. Tagliaferri)
13. Palomma 'e notte (F. Buongiovanni, S. Di Giacomo)
14. Uocchie c'arraggiunate (R. Falvo, A. Falconi Fieni)
15. Torna a Surriento (E. De Curtis, G. De Curtis)
16. Napule ca se ne va (E. Murolo, E. Tagliaferri)
17. Silenzio cantatore (G. Lama, L. Bovio)
18. Piscatore 'e Pusilleco (E. Murolo, E. Tagliaferri)
19. Santa Lucia luntana (E. A. Mario)
20. Tu ca nun chiagne (E. De Curtis, L. Bovio)